# جیدن آدای
جیدن آدای (انگلیسی: Jayden Addai؛ زادهٔ ۲۶ اوت ۲۰۰۵) بازیکن فوتبال اهل هلند است که در حال حاضر در پست مهاجم برای یونگ آزد بازی می‌کند.
او غنایی‌تبار است که در هلند به دنیا آمده است.
وی در تیم ملی فوتبال زیر ۱۹ سال هلند بازی کرده است.